# Otto Wilhelm Klinckowström

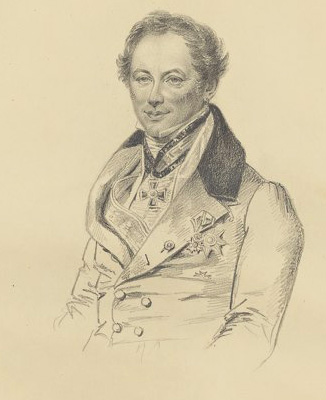
Otto Wilhelm Klinckowström (Zeichnung von 1837)

Otto Wilhelm Klinckowström (* 10. Dezember 1778 in Stockholm; † 27. Januar 1850 in Helsingfors) war ein schwedischer Kavallerieoffizier und russisch-finnischer Politiker und Hofbeamter.

## Leben
Otto Wilhelm von Klinckowström war der Sohn des königlichen Kammerherrn und späteren Hofmarschalls Thure Leonard Klinckowström (1735–1821) und der Hedwig Eleonora Gräfin von Fersen (1753–1792). Er war 1790 Fähnrich im Psilanderhjelmschen Regiment, 1795 Leutnant bei der Götha Garde und 1797 bei den Leibhusaren. Bei letzteren oder bei den leichten Dragonern wurde er 1803 zum Rittmeister befördert. In den Jahren 1805 und 1806 nahm er am Krieg gegen die französische Armee in Schwedisch-Pommern teil. Während des Russisch-Schwedischen Krieges (1808–1809) kämpfte er unter anderem auf den Åland-Inseln. 1809 wurde er zum Oberstleutnant befördert und zum Oberadjutanten des Königs und Kammerherrn der Königin ernannt. 1810 wurde er zum Ritter des Nordstern-Ordens ernannt.
Er nahm seinen Abschied vom Militärdienst, heiratete die Witwe eines englischen Offiziers und lebte von 1810 bis 1816 in Italien. Von dort flüchtete er nach Finnland, wo er als Freiherr in das Finnische Ritterhaus aufgenommen wurde. 1816 wurde ihm der Titel eines Wirklichen Kammerherrn am Kaiserlich-russischen Hof verliehen. 1821 wurde er zum Landshövding in Wiborgs län ernannt. Er wurde zum Ritter des Johanniterordens ernannt, bevor er 1825 seinen Abschied vom Amt erhielt. Er war Mitglied des Kaiserlich Finnischen Senats und wurde 1828 zum Ritter des russischen Orden des Heiligen Wladimir 2. Klasse ernannt. 1830 wurde ihm der russisch-polnische Sankt-Stanislaus-Orden 1. Klasse verliehen. 1835 wurde ihm der Titel Geheimrat verliehen. 1836 wurde er Mitglied der obersten kaiserlichen Zensurbehörde in Finnland. 1839 wurde er Mitglied des russischen Ordens der Heiligen Anna 1. Klasse. 1839 wurde er zum Generalleutnant des finnischen Ingenieurkorps ernannt. 1847 wurde er Ritter des Kaiserlich-Königlichen Ordens vom Weißen Adler und Hofmeister am kaiserlich-russischen Hof.
Otto Wilhelm Klinckowström war seit 1810 in erster Ehe mit Sarah Brooke, geborene Cuthbert, der Witwe eines Obersts verheiratet. Mit ihr hatte er den Sohn Arthur Wilhelm Klinckowström. Seiner 1840 geschlossenen zweiten Ehe mit Elisabeth Krause entstammte eine Tochter.
Er trug eine große Kunstsammlung zusammen, die nach seinem Tod vom russischen Thronfolger Alexander erworben wurde. Die Sammlung gehört heute der Finnischen Nationalgalerie und wird im Sinebrychoff-Kunstmuseum ausgestellt.